# WICR (AM)
WICR（1620 AM，“Indo-Caribbean Radio”）是位于纽约皇后区列文治山的一个广播电台，主要播放新闻、音乐、社会性节目。